# Белорусский государственный архив научно-технической документации
Белорусский государственный архив научно-технической документации (БГАНТД; бел. Беларускі дзяржаўны архіў навукова-тэхнічнай дакументацыі (БДАНТД)) — специализированный архив по хранению научно-технической документации, расположенный в Минске.

## История
Архив был создан на основании постановления Совета Министров Белорусской ССР от 27 мая 1968 года № 164. Изначально назывался Центральный государственный архив научно-технической документации БССР (ЦГАНТД БССР), в архиве первоначально работало 9 человек. В ноябре 1968 года создаваемому архиву было передано здание Петропавловского собора, в котором ЦГАНТД БССР разместился совместно с архивом-музеем литературы и искусства. После возврата верующим здания собора в 1991 году оба архива были перемещены в здание расположенного неподалёку бернардинского монастыря. В 1993 году ЦГАНТД переименован Белорусский государственный архив научно-технической документации (БГАНТД). В 2001 году зарегистрирован как учреждение «Белорусский государственный архив научно-технической документации» Минским горисполкомом.
Первым директором архива был назначен Александр Васильевич Воробьёв. В 2008 году директором архива назначен Александр Михайлович Запартыко. В мае 2024 года директором архива назначен Андрей Петрович Кураков.

## Современное состояние
На 1 января 2025 года в архиве хранится 310 фондов, содержащих 226 291 единицу хранения с 1748 до 2023 года. 2% дел имеют статус особо ценных. В архив поступают документы по истории развития науки, техники, архитектуры.
Здание монастыря, в котором расположены архивохранилищие, рабочие помещения и читальный зал, является памятником архитектуры XVII–XVIII веков. В архивохранилище поддерживается специальный микроклимат (температура до 19°C, влажность не более 55%).
Ежегодно читальный зал архива посещает более 500 человек. Большинство пользователей изучают историю архитектуры Беларуси и отдельных памятников архитектуры. До 90% заказов на копирование документов поступает на оцифровку проектной документации на кальке.
По состоянию на 2025 год в архиве существует 4 отдела:
- отдел обеспечения сохранности и учета документов;
- отдел делопроизводства и формирования Национального архивного фонда Республики Беларусь;
- отдел информационно-поисковых систем и автоматизированных архивных технологий;
- отдел информации и использования документов.

## Состав документов
В архиве хранятся документы учреждений и организаций научно-технического профиля (управленческая, проектная, конструкторско-технологическая, научно-исследовательская, патентная документация):
- отраслевых и ведомственных НИИ (геологоразведочный, экономический, техники управления, технической защиты информации, информатизации, труда, порошковой металлургии, литья и др.);
- проектных институтов архитектурного и конструкторского профиля (Белгоспроект, БелНИИПградостроительства[бел.], Минскпроект[бел.], Минскгражданпроект[бел.], Гипросельстрой[бел.], Белпромпроект[бел.], Белгипрозем, Белэнергосетьпроект, БелНИПИэнергопром, БелТЭИ, БелНИИтоппроект, Белгазтехника, Белгипрогаз и др.);
- общественных организаций научно-технического профиля (Белорусский союз архитекторов, Добровольное общество охраны памятников истории и культуры[бел.], Общество изобретателей и рационализаторов БССР, научно-технические и химическое общества);
- промышленных предприятий, имеющих конструкторские бюро;
- иных учреждений и организаций, которые ведут научно-техническую деятельность.

В архиве также хранятся фонды личного происхождения:
- архитекторов (Виктор Аникин, Михаил Бакланов, Иван Бовт, Александр Воинов, супруги Игорь[бел.] и Лариса[бел.] Есьманы, Георгий Заборский, Владимир Король, Георгий Лавров, Ольга Ладыгина, Иосиф Лангбард, Сергей Мусинский[бел.], Георгий Парсаданов[бел.], Георгий Сысоев, Юрий Шпит и др.);
- учёных (Пётр Альсмик, Борис Кит, Александр Рубанов и др.);
- инженеров-конструкторов (Георгий Кокин, Борис Шапошник и др.).